# Église Notre-Dame de Ségrie
Pour les articles homonymes, voir Église Notre-Dame.
L'église Notre-Dame est une église catholique située à Ségrie, en France.

## Localisation
L'église est située dans le département français de la Sarthe, au centre du bourg de Ségrie.

## Historique
Peu de documents permettent de préciser la date de la construction. L'analyse de son architecture permet de préciser que le début de sa construction n'est pas antérieure à la fin du XIIe siècle. La forme des arcs-doubleaux en arc brisé avec un profil en amande montre que la voûte n'est pas antérieure au milieu du XIIIe siècle.
En 1228, Rabier, le curé de l'église vend une terre pour financer la construction de l'église. L'église est consacrée le dimanche de la Trinité de l'année 1243 par l'évêque du Mans, Geoffroy de Loudun. On peut en déduire que la construction a duré une cinquantaine d'années et s'est terminée l'année de sa consécration.

## Protection
L'édifice est classé au titre des monuments historiques depuis le 17 décembre 1912.

## Architecture
L'église a été construite en roussard, un grès ferrugineux plus ou moins rougeâtre qui a aussi été utilisé pour la construction de l'enceinte gallo-romaine du Mans.
L'église ne comprend qu'un seul vaisseau de cinq travées terminé par un chevet plat. Le clocher rectangulaire est construit au-dessus de la travée centrale. Il est couvert d'un toit en bâtière.
L'église possède une particularité assez courante dans le Maine et en Bretagne : un édicule appelé « pierre de justice et de publication ». C'est une sorte d'estrade en pierre édifiée à l'extérieur de l'église permettant aux autorités civiles de proclamer des avis et de faire des annonces.